# Tetracymbaliella
Tetracymbaliella là một chi rêu trong họ Geocalycaceae.